# Lathys lutulenta
Lathys lutulenta là một loài nhện trong họ Dictynidae.
Loài này thuộc chi Lathys. Lathys lutulenta được Eugène Simon miêu tả năm 1914.